# Geschiedenis van Sankt Gallen (kanton)

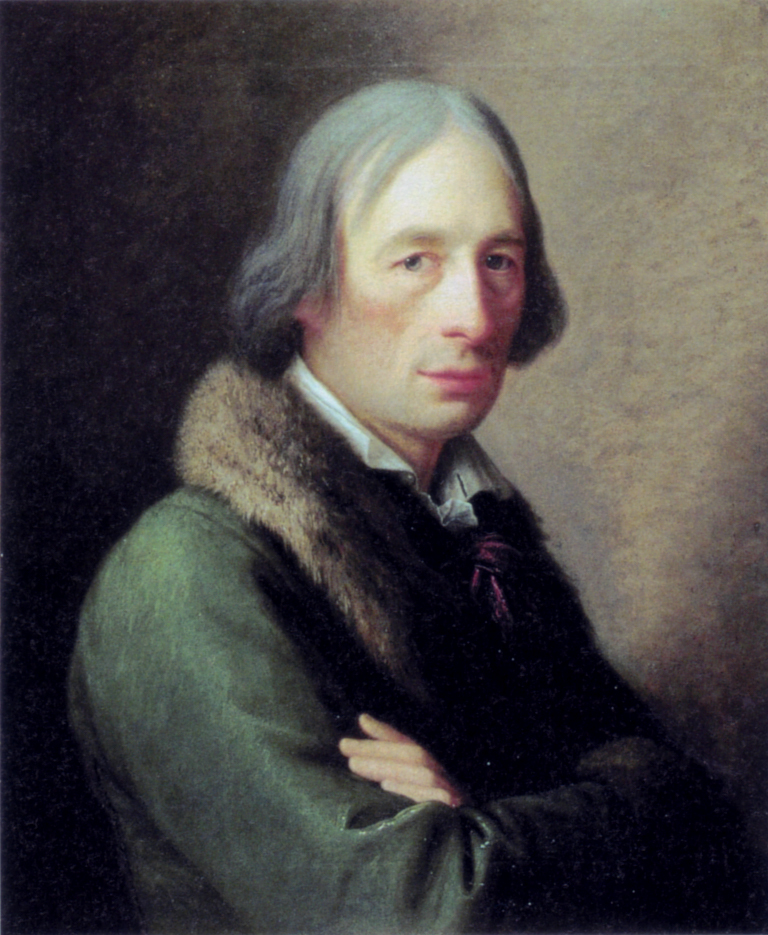
Karl Müller von Friedberg

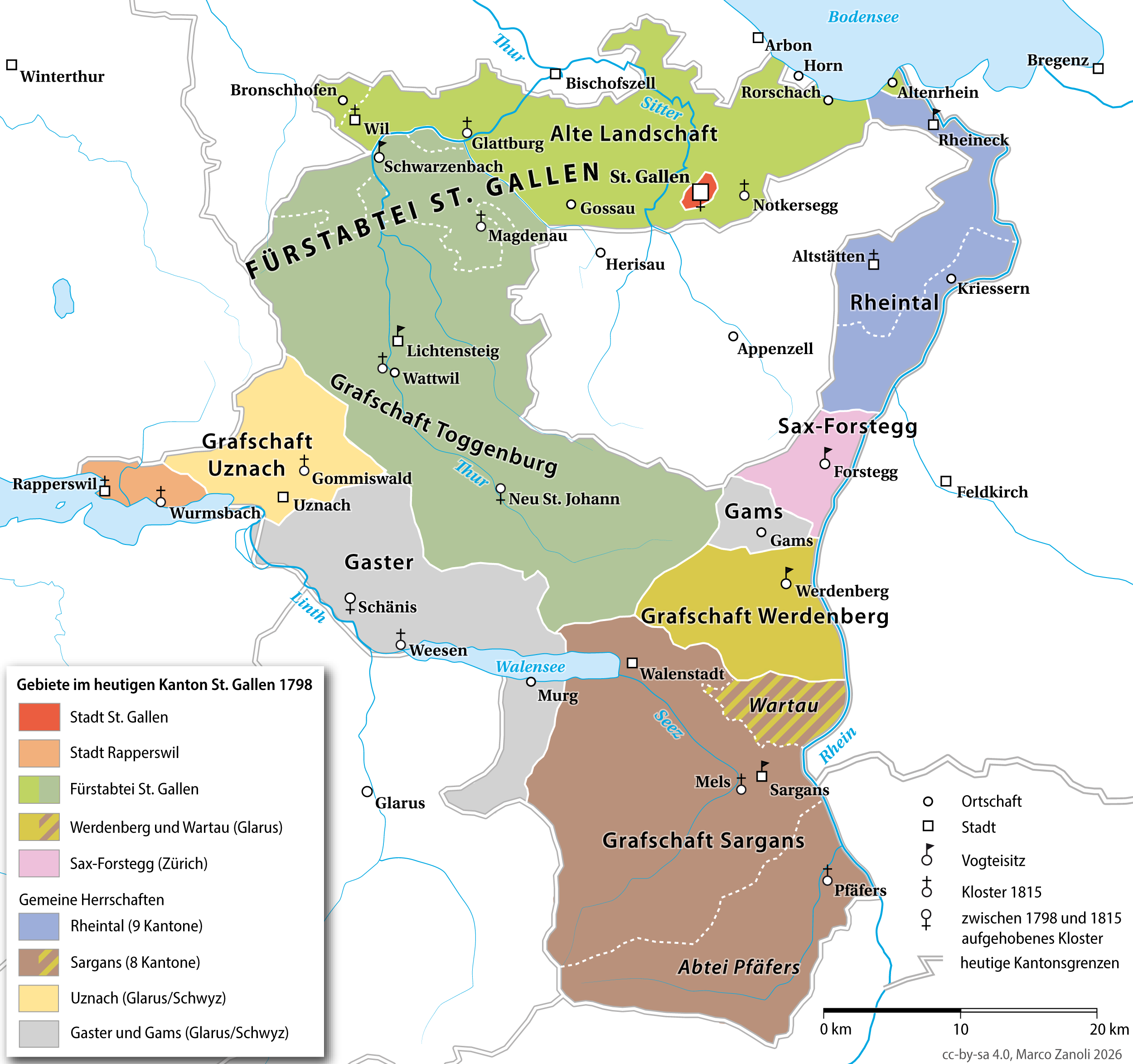
bestanddelen kanton

Het Zwitserse kanton Sankt Gallen ontstond in zijn huidige vorm op 19 maart 1803. Op deze dag gaf Napoleon Bonaparte, overeenkomstig de Mediationsakte de opdracht tot de oprichting van het nieuwe kanton in zijn huidige vorm.

## Achtergrond
Een belangrijke man in het proces van de totstandkoming van het kanton was Karl Müller von Friedberg, de "founding father" van het kanton. Het gebied ontstond als gevolg van een samensmelting van delen van de kantons Linth en Säntis. De kantons Linth en Säntis ontstonden na 1798 en maakten deel uit van eenheidsstaat de Helvetische Republiek. Het kanton Linth (genoemd naar de gelijknamige rivier de Linth) bestond uit het kanton Glarus en het bijbehorende onderdanengebied Werdenberg en onderdanengebieden van de kantons Zürich en Schwyz alsmede enkele heerlijkheden en steden die onderdeel uitmaakten van de vorstabdij Sankt Gallen. Het kanton Säntis bestond uit het kanton Appenzell, gebieden van de stad Sankt Gallen en de vorstabdij Sankt Gallen alsook de landvoogdij Rheintal.
Naast delen van de kantons Linth en Säntis, werden ook andere gebieden onderdeel van het nieuwe kanton. Met de opheffing van Linth en Säntis herkregen de kantons Schwyz, Glarus en Appenzell hun zelfstandigheid.
Hieronder een kort overzicht van gebieden waaruit het kanton Sankt Gallen werd samengesteld:
| gebied                                | oude status                                      | confessie  |
| ------------------------------------- | ------------------------------------------------ | ---------- |
| Abdij Sankt Gallen                    | zugewandter Ort sinds 1451                       | katholiek  |
| Rijksstad Sankt Gallen                | zugewandter Ort sinds 1454                       | protestant |
| Voogdij Rheintal                      | onderdaan van de 8 oude Orten en de beide Rhoden | gemengd    |
| Heerlijkheid Sax-Forstegg             | onderdaan van Zürich                             | protestant |
| Ambt Gams                             | onderdaan van Schwyz en Glarus                   | katholiek  |
| Graafschap Werdenberg                 | onderdaan van Glarus                             | gemengd    |
| Graafschap Sargans                    | onderdaan van de 7 oude Orten en Bern            | katholiek  |
| Gaster (Windegg) en Graafschap Uznach | onderdaan van Schwyz en Glarus                   | katholiek  |
| Stad Rapperswil                       | onderdaan van Bern, Glarus en Zürich             | katholiek  |
| Graafschap Toggenburg                 | onderdaan van abdij Sankt Gallen                 | gemengd    |

Met het ontstaan van het kanton Sankt Gallen, de herkregen autonomie van de vroegere kantons en de opheffing van gecentraliseerde eenheidsstaat de Helvetische Republiek hadden de federalisten, gesteund door Napoleon Bonaparte, een overwinning behaald op de unitariërs. Karl Müller von Friedberg werd op 10 maart 1803 aangesteld als voorzitter van de voorlopige regering van het kanton Sankt Gallen. In 1803 kreeg Sankt Gallen ook een eigen grondwet, die sterk leek op die van het kanton Aargau, hetgeen weinig verwonderlijk te noemen is, daar zowel Aargau als Sankt Gallen kanton nieuwe kantons waren en in beiden kantons zowel protestanten en rooms-katholieken woonden. Om de godsdienstvrede te bewaren kregen zowel protestanten als rooms-katholieken het recht hun godsdienst in vrijheid te belijden en kwamen er aparte protestantse en rooms-katholieke scholen. In april 1803 werd er een Kleine Raad van 9 leden aangesteld dat als collectief staatshoofd van Sankt Gallen moest optreden. Dit collectieve staatshoofd werd gedomineerd door Müller von Friedberg en de zijnen. Als wetgevende macht werd er een 150 leden tellende Grote Raad gekozen. Het kanton werd voorts opgedeeld in 8 districten en 44 subdistricten.

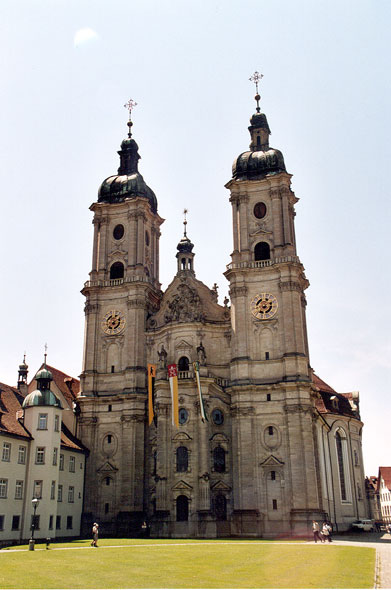
Stiftkerk van Sankt Gallen (stad)

Op 15 april 1803 kwam de Grote Raad voor het eerst bijeen. Het nieuwe parlement en de nieuwe regering moesten direct een groot probleem oplossen, namelijk de status van de vroegere vorst-abt van de vorstabdij Sankt Gallen, Pankraz Vorster. De vroegere vorst-abt maakte aanspraken op de abdij en de landerijen die vroeger deel uitmaakten van de abdij. De vorst-abt sprak zijn steun uit voor de Mediationsakte, volgens welke de rechten van de kloosters moesten worden hersteld. De regering van Sankt Gallen zag hier niets in, zelfs niet wanneer de vorst-abt geen soeverein zou worden. Uiteindelijk besliste Napoleon in 1805 in het voordeel van de regering en op 8 mei 1805 werd de vorst-abdij opgeheven. Verder kwam er een scheiding tussen het bezit van de Rooms-Katholieke Kerk en de staat. De goederen en bezittingen van de Rooms-Katholieke Kerk kwamen in handen van een Katholieke Administratieraad. Met haar enorme kapitaal (o.a. geld dat was vrijgekomen na de opheffing van de vorstabdij) en goederen vormde de Rooms-Katholieke Kerk een grote macht.

## Restauratie
De nederlaag van Frankrijk in 1813/1814 bracht het voortbestaan van het kanton Sankt Gallen ernstig in gevaar. In verscheidene delen van het kanton ontstonden afscheidingsbewegingen, met name in Sargans. De afcheidingsbeweging van Sargans wilde dat hun district deel ging uitmaken van het kanton Glarus of het kanton Graubünden. In 1814 werd tijdens de Tagsatzung te Zürich de Mediationsakte vervallen verklaard en begonnen de onderhandelingen voor de oprichting van een Bond, in feite het herstel van het oude Eedgenootschap. Het bestaansrecht van het kanton Sankt Gallen werd ter discussie gesteld. Müller von Friedberg wist te bewerkstelligen dat de geallieerden zich uitspraken ten gunste van het voortbestaan van het kanton Sankt Gallen en een geallieerde militaire interventie zorgde ervoor dat het kanton mocht blijven bestaan.
Op 31 augustus 1814 nam de Grote Raad (kantonsparlement) een nieuwe grondwet aan, die veel autoritairder en ondemocratischer was dan de grondwet van 1803. De grondwet was Restauratief van karakter. Aan het hoofd van de regering kwam voortaan een Landammann te staan die voor de periode van één jaar regeerde. Op 23 februari 1815 trad Müller von Friedberg als eerste Landammann aan die tot 1828 afwisselend met Julius Hieronymus Zollikofer II het ambt van Landammann bekleedde. Beide heren voerden een conservatieve koers. Confessionaliteit domineerde de politiek. Men balanceerde alles zorgvuldig uit om er voor te zorgen dat geen van de twee Christelijke religies (katholicisme en protestantisme) domineerde. Müller von Friedberg van katholiek en Zollikofer was Protestants. De Grote Raad, het parlement, werd in twee colleges verdeeld, een protestants en een Kktholiek college.
In de jaren '20 ontstond er een liberale en democratische volksbeweging die gekant was tegen de autoritaire regeringsstijl van Müller von Friedberg en naar de instelling van een meer democratisch getint bestuur streefden. Müller von Friedberg voelde niets voor hervormingen, toch brokkelde zijn macht eind jaren '20 af.

## Liberale hervormingen
Na de julirevolutie in Frankrijk (1830) waarbij koning Karel X troonsafstand moest doen, raakten ook andere Europese staten in beroering. In Zwitserland kwamen in een aantal kantons liberale regeringen aan de macht. In Sankt Gallen ontstonden in 1830 grote volksvergaderingen, onder andere in Altstätten, Wattwil en St. Gallenkappel. De volksvergaderingen dwongen de regering om verkiezingen voor een grondwetgevende vergadering uit te schrijven. Er werd een grondwetgevende vergadering gekozen. In het voorjaar van 1831 werkte de vergadering een nieuwe grondwet uit die in maart 1831 door het volk werd goedgekeurd. De nieuwe grondwet ging uit van de volkssoevereintiteit en de burgerrechten. Voorts werden de 8 districten uitgebreid naar 15. Een deel van de macht van de Kleine Raad (regering) werd overgeheveld naar de Grote Raad en positie van dit laatste orgaan werd sterk uitgebreid. Een van de leidende figuren binnen de grondwetgevende vergadering was Gallus Jakob Baumgartner, de onbetwiste leider van de Liberale Partij. Baumgartner was meerdere malen Landammann. Ofschoon een liberaal, regeerde hij als autocraat en domineerde zowel regering als parlement. De macht van Baumgartner was zo groot dat men op de Tagsatzung sprak van het "kanton Baumgartner," al zou Sankt Gallen Baumgartners persoonlijk eigendom zijn. Overigens bleef het stelsel van confessionele pariteit gewoon gehandhaafd. Karl Müller von Friedberg werd niet meer in de Kleine Raad (regering) gekozen en trok zich in 1831 verbitterd uit de politiek terug. Hij vestigde zich in Konstanz, schreef een autobiografie en stierf in 1836.
In 1832 sloot Sankt Gallen zich aan bij het Siebnerkonkordat ("Concordaat van de Zeven"), het verdrag van de zeven "vernieuwende" of liberale kantons.
In de periode 1830-1836 stond de oprichting van een eigen bisdom Sankt Gallen centraal. In 1815 had de Paus, tegen de wens van Sankt Gallen het dubbel-bisdom Chur-Sankt Gallen gesticht. Na de dood van bisschop Karl Rudolf von Buol-Schauenstein in 1833 besloot de Grote Raad van Sankt Gallen het dubbel-bisdom niet meer te erkennen. In 1836 hief de Paus het dubbel-bisdom op en stichtte het bisdom Sankt Gallen.
In 1838 kwam het tot ernstige problemen tussen de liberale regering en de conservatieve rooms-katholieke oppositie. In hetzelfde jaar werd het klooster Pfäfers in opdracht van de Grote Raad opgeheven. Het conflict tussen de radicalen (links-liberalen) en de conservatieve katholieken had ook zijn uitwerking op de Liberale Partij. Een deel van de katholieken, waaronder Baumgartner (1841), verlieten de partij en sloten zich aan bij de conservatieven. Baumgartner werd zelfs voorzitter van de Conservatieve Partij. Het feit dat hij overstapte naar de conservatieven had geen effect op zijn macht; hij bleef stevig in het zadel zitten. Baumgartner probeerde ervoor te zorgen dat Sankt Gallen zich aansloot bij de Sonderbund, de bond van rooms-katholieke, conservatieve, landelijke kantons. Bij de verkiezingen van 1845 behaalden de Conservatieve Partij en de Liberale Partij evenveel zetels in de Grote Raad, waarna hun macht beduidend afnam. Toch bleef Baumgartner naar mogelijkheden zoeken om Sankt Gallen aan te sluiten bij de Sonderbund. Bij de verkiezingen van 1847 behaalden de liberalen, tegen de verwachting in, een verkiezingsoverwinning. Dit was vooral te danken aan de overwinning van de liberalen in het kiesdistrict Gaster. Er zaten nu 77 liberalen in de Grote Raad en 73 conservatieven. De verkiezingsnederlaag betekende ook het einde van de politieke macht van Baumgartner, ofschoon hij nog wel een invloedrijk politicus bleef. In oktober 1847 stemde de Grote Raad tegen de Sonderbund en voor militaire acties tegen de bond.

## Sonderbundsoorlog
Tijdens de Sonderbundsoorlog vocht een contingent van ca. 6000 Sant Galler militairen onder kolonel Dominik Gmür aan de zijde van het Eedgenootschap tegen de troepen van de Sonderbund. Opstandige rooms-katholieke militairen ondernamen probeerden te muiten, maar deze pogingen werden onderdrukt. De Sankt Galler militairen namen deel aan de slag bij Meierskappel, waarbij echter geen enkele Sant Galler militair om het leven kwam.

## Van1848tot heden
In 1848 stemden 16.893 inwoners van het kanton Sankt Gallen vóór de nieuwe Bondsgrondwet en 8072 inwoners van het kanton Sankt Gallen tegen. Wilhelm Matthias Naeff werd als vertegenwoordiger van het kanton in de Bondsraad (federale regering) gekozen. De partijtwisten bleven onverminderd doorgaan. Tussen 1849 en 1851 werd geprobeerd om de grondwet van Sankt Gallen ter herzien. Tot tweemaal toe wees de bevolking de voorgenomen herzieningen af. In 1855 behaalden de liberalen een grote verkiezingsoverwinning, zij verkregen de meerderheid in de Grote Raad. Het lag in de bedoeling van de liberalen de macht van de kerken terug te dringen en de staatsmacht over de kerken te vergroten. In 1856 werd een wet aangenomen waarbij de confessionele scholen werden opgeheven. Hiervoor in de plaats kwam het openbaar onderwijs.

### De "vredesgrondwet"

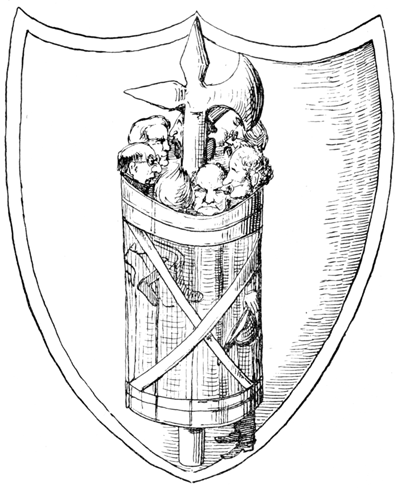
Karikatuur over de "vredesgrondwet"

De verkiezingen van 1859 werden gewonnen door de conservatieven die voor het eerst sinds 1831 weer een meerderheid aan zetels in de Grote Raad kreeg. De conservatieven kregen ook een meerderheid in de grondwetgevende vergadering, die nog steeds bezig was met plannen om de grondwet te herzien. Een conservatieve grondwet werd in 1860 echter door het volk verworpen. Na de verkiezingen van 1861 wisten de conservatieven hun positie in de Grote Raad te versterken. Geruchten over een radicaal-liberale putsch deden de ronde. De conservatieven besloten daarop een compromis-grondwet te laten ontwerpen. Deze werd door het volk goedgekeurd. De nieuwe grondwet voorzag in de invoering van kiesdistricten en erkende de scheiding van kerk en staat. Daarnaast werden de rooms-katholieke en de gereformeerde kerken erkend.
In de jaren hierna ontstonden er nieuwe problemen, met name over de invoering van het burgerlijk huwelijk, de oprichting van een kantonale bank, het openbaar onderwijs etc. In de jaren 70 van de negentiende eeuw woedde de Kulturkampf (Cultuurstrijd) in de Sankt Gallen. De voorstanders van de Kulturkampf streden voor verdere terugdringing van de godsdienst uit het openbare leven, terwijl de tegenstanders van de Kulturkampf juist tegen verdere secularisatie streden. Sommige rooms-katholieke voorstanders van de Kulturkampf scheidden zich van de kerk af en stichtten de Christkatholische Kirche (Oudkatholieke Kerk).
In 1880 scheidde de democratische vleugel zich van de Liberale Partij en af en stichtte de Democratische Partij. De Democratische Partij streefde naar de invoering van het stelsel van evenredige vertegenwoordiging en directe democratie. De liberalen vonden deze veranderingen veel te ver gaan. In 1888 sprak de Democratische Partij zich tijdens een congres uit voor de invoering van het referendum en het volksinitiatief, directe verkiezing van de leden van de regering en de leden van de Kantonsraad, een sociale politiek, een hervorming van het strafrecht en andere hervormingen.
Aangezien de democraten steeds meer aanhang kregen, waren de conservatieven en liberalen genoodzaakt zaken te doen met hen. In 1889 kwam er een nieuwe grondwetgevende vergadering bijeen die probeerde aan de wensen van alle drie der politieke stromingen tegemoet te komen. In 1890 werd er een nieuwe grondwet aangenomen die voorzag in directe verkiezingen van de regering, de invoering van het volksinitiatief, de uitbouw van de sociale wetgeving en de verbetering van het onderwijs. De verkiezingen van 1891 werden gewonnen door de liberalen (die nu gematigd conservatief waren), in de Regeringsraad domineerden echter de alliantie van conservatieven en democraten.

### Twintigste eeuw
Tijdens de Eerste Wereldoorlog werd Bondsraad Arthur Hoffmann uit Sankt Gallen na de Hoffmann-Grimm-Affaire in 1917 tot aftreden gedwongen. Het uiteenvallen van Oostenrijk-Hongarije in 1918 diende zich de vraag aan of het bondsland Vorarlberg in Oostenrijk zich zou moeten aansluiten bij Sankt Gallen, en dus bij Zwitserland. Vanuit Sankt Gallen werd actief campagne gevoerd voor de aansluiting bij het kanton en bij een volksstemming in 1919 sprak 80% van de inwoners van Vorarlberg zich uit vóór aansluiting bij Sankt Gallen/Zwitserland. De regering van Oostenrijk, gesteund door de Entente, de Zwitserse liberalen, de Franstalige en Italiaanstalige Zwitsers, blokkeerden de annexatie uiteindelijk, dit tot verdriet van de (rooms-katholieke) Duitstalige Zwitsers.
De textielindustrie was vanaf het begin van de industrialisatie de grootste industrie van het kanton Sankt Gallen. In 1801 werd in de oude kloostergebouwen van de vorstabdij Sankt Gallen een moderne spinnerij met moderne spinmachines ingericht, hiermee werd de fundering gelegd voor de moderne textielproductie in Sankt Gallen. De textielproductie in Oost-Zwitserland droeg bij aan de economische groei van Zwitserland. Nog belangrijker voor Sankt Gallen was de borduurindustrie. Aan het begin van de 20e eeuw werkten ca. 60.000 mensen in de borduurindustrie en in 1912 waren borduursels het exportproduct van Zwitserland. De borduursels werden verwerkt in de mode van de gezeten burgerij, met name in damesmode. De Eerste Wereldoorlog maakte abrupt een einde aan de vraag naar luxeproducten en na de oorlog herstelde de borduurindustrie zich niet meer. In 1930, tijdens de Grote Depressie, waren nog maar ca. 55.000 mensen in de borduurindustrie werkzaam. Aangezien de textielindustrie in het algemeen terugliep en er geen alternatieve industrie in Sankt Gallen voorhanden was, verlieten ruim 50.000 Sankt Gallers het kanton. Pas in 1950 werd het bevolkingsaantal weer gelijk aan dat van 1910.
Vanaf het begin van de 20e eeuw begonnen sociale vraagstukken steeds belangrijker te worden. Onder impuls van Frida Imboden-Kaiser daalde de kindersterfte in het kanton. Ook de emancipatie van arbeiders werd belangrijk. De Sociaaldemocratische Partij van Zwitserland (SP) zette zich in voor de lotsverbetering van de arbeiders, vrouwenkiesrecht, het minimumloon en sociale hervormingen. De SP werd steeds actiever in Sankt Gallen. Carl Theodor Curti, gelieerd aan de SP, was van 1899 tot 1900 Landammann. De invoering van het stelsel van evenredige vertegenwoordiging in 1911 deed het aantal SP'ers in Grote Raad toenemen. De opkomst van de sociaaldemocratie werd aanvankelijk door de conservatieven, liberalen en democraten, gezien als ongewenst en tijdens het interbellum vormden de burgerlijke partijen Burgerblok om de opkomst van de sociaaldemocratie een halt toe te roepen. Tijdens de Tweede Wereldoorlog vonden veel buitenlanders in het grenskanton Sankt Gallen een veilig onderkomen. Het moedige optreden van politiecommandant Paul Grüninger redde 3601 Joden uit onder meer Oostenrijk (dat bij Duitsland was gevoegd) het leven. Nadat Grünnigers activiteiten waren ontdekt werd hij gevangengezet (vrijgelaten in 1939) en werd hem het recht op een pensioen ontnomen. In 1970 werd hij postuum gerehabiliteerd. In 1971 werd hij door Israël erkend als een van de Rechtvaardigen onder de volkeren.
In 1999 werd er voor het eerst een vrouw Landammann, te weten Rita Roos-Niedermann van de Christendemocratische Volkspartij (CVP).

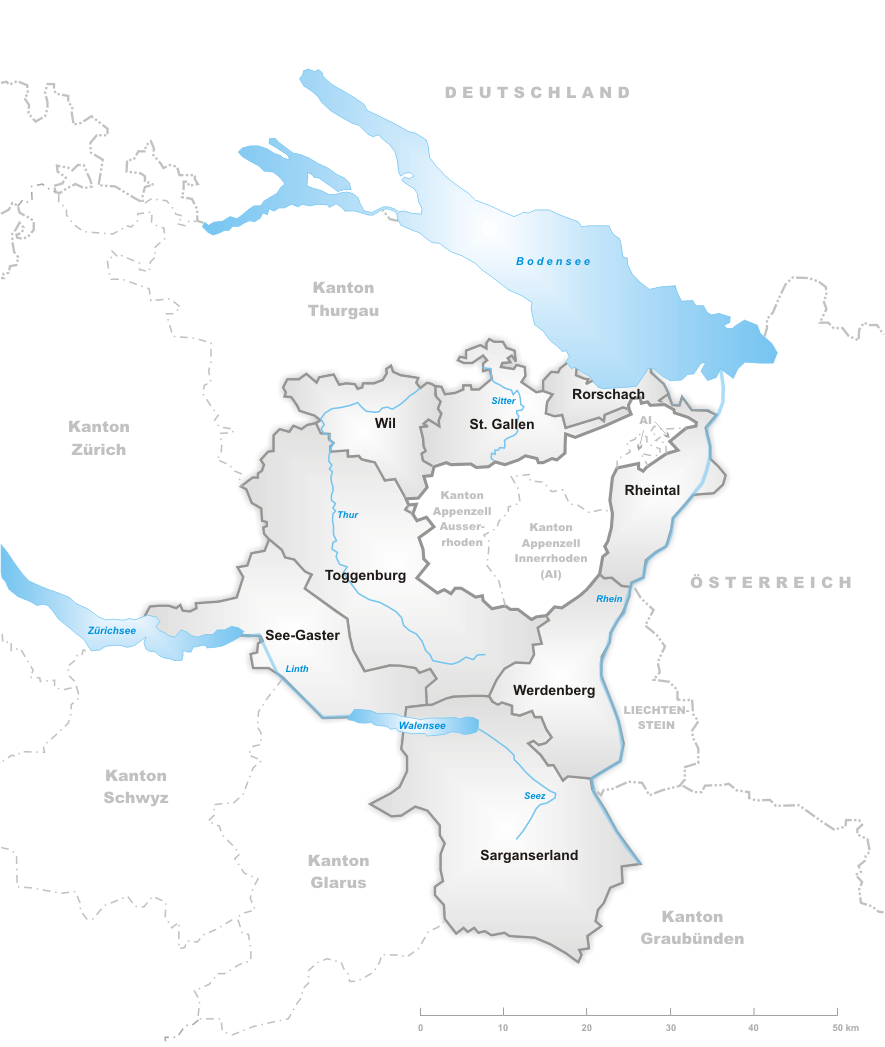
De nieuwe verdeling in kiesdistricten sinds 2003

In 2001 kreeg Sankt Gallen een nieuwe (6de) grondwet. In 2003 werden de administratieve districten afgeschaft en vervangen door acht kiesdistricten.

## Verwijzingen
1. ↑  De radicalen in de Liberale Partij waren merendeels Protestanten.
2. ↑  Zie: http://c2d.unige.ch.